# Chalcionellus condolens
Chalcionellus condolens är en skalbaggsart som först beskrevs av Sylvain Auguste de Marseul 1864.  Chalcionellus condolens ingår i släktet Chalcionellus och familjen stumpbaggar. Inga underarter finns listade i Catalogue of Life.